# 究極のTHE ポッシボー ベストナンバー集①
『究極のTHE ポッシボー ベストナンバー集①』（きゅうきょくのザ・ポッシボー ベストナンバーしゅう1）は、2008年9月17日に発売されたTHE ポッシボーのベスト・アルバム。

## 収録曲
（全曲作詞・作曲：つんく）
1. いじわる Crazy love
編曲：平田祥一郎
メジャー2ndシングル。
2. 愛して GIVE ME
編曲：山崎淳
本作のための書き下ろし曲。
3. 家族への手紙
編曲：高橋諭一、田中直
メジャー1stシングル。
4. ヤングDAYS!!
編曲：高橋諭一
インディーズ1stシングル。
5. HAPPY 15
編曲：菊谷知樹
THE ポッシボー・エアーバンド化第一弾のインディーズ7thシングル。
6. ラヴメッセージ!
編曲：山崎淳
エアーバンド化第二弾のインディーズ8thシングル。
7. 主食=GOHANの唄
編曲：高橋諭一
インディーズ3rdシングル。
8. 初恋のカケラ
編曲：高橋諭一
インディーズ2ndシングル。
9. 風のうわさ
編曲：高橋諭一
インディーズ6thシングル。
10. 夏のトロピカル娘。 Featuring 橋本愛奈、秋山ゆりか
編曲：高橋諭一
インディーズ4thシングル。
11. 金魚すくいと花火大会 Featuring 岡田ロビン翔子、後藤夕貴
編曲：高橋諭一
インディーズ5thシングル。
12. アン ドゥ トゥロワ MIRACLE（THE ポッシボーVer.）
編曲：山崎淳
映画ナイスガールムービー「ブタ玉伝説」テーマソングのTHE ポッシボー・バージョン。
13. 風のうわさ（MOREうわさVer.）
編曲：山崎淳
「風のうわさ」の別バージョン。